# Hugo Norberto Castillo
Hugo Norberto „Misionero” Castillo Franco (ur. 17 marca 1971 w Capioví) – argentyński piłkarz z obywatelstwem meksykańskim występujący na pozycji napastnika, reprezentant Argentyny, trener piłkarski, od 2025 roku prowadzi meksykański Atlético La Paz.